# David Rudnick
Pour les articles homonymes, voir Rudnick.
 (juillet 2024).
David Rudnick, né le 4 janvier 1986 à Londres, est un designer graphique, dessinateur de caractères et artiste visuel anglais.

## Biographie
David Rudnick naît en Angleterre. Il grandit dans le nord-ouest de Londres, à Letchmore Heath (en). À 8 ans, il découvre sans le savoir le design graphique par la pochette de l'album The Best of New Order (en) réalisée par Peter Saville.
Il étudie l'histoire de l'art et la philosophie à l'Université Yale, aux États-Unis, où il y obtient un Bachelor en 2009 puis un Master en Fine Arts en 2016.
Il pratique le métier de designer graphique en tant qu'autodidacte.

### Carrière
David Rudnick est principalement actif dans le milieu de la musique, particulièrement celui de la musique électronique, en ayant par exemple réalisé les pochettes et les affiches d'artistes tels qu'Oneohtrix Point Never, RL Grime, Evian Christ (en) ou encore M.I.A.. Au cours de sa carrière, il travaille aussi pour l'équipe de football londonienne Arsenal, le magazine Vice ou encore la marque d'électronique Asus.
Sa philosophie artistique principale est que les individus font sens du monde et définissent la valeur des choses principalement au travers de ce qu'ils voient, mais que grâce à l'essor des nouvelles technologies, ces structures de sens peuvent désormais exister dans un monde totalement immatériel. La valeur n'a plus besoin d'ancrage physique pour exister, c'est ce qu'il nomme le digital-prime. Ce changement est d'après lui l’une des épreuves les plus importantes de l’histoire de l’humanité.
Il est membre du studio Terrain basé à Gand et il est aussi directeur artistique la discothèque Making Time basée à Philadelphie, aux États-Unis.

#### SérieTomb
Tomb est une série de 177 œuvres appelées Tombs, des représentations graphiques de disques optiques sur fond noir. C'est à l'origine une série débutée en 2016 pour Atlas, son projet de diplôme MFA à l'Université Yale. Chaque Tomb de la série est réalisé uniquement sur Photoshop et Illustrator via un MacBook Pro de 2012, sans aucun logiciel de rendu 3D. Les 177 disques sont répartis en huit « maisons » ayant différentes caractéristiques. En 2021, la série est progressivement déployée sur la blockchain sous forme d'œuvres individuelles uniques nommées NFT. En 2022, la série est publiée sous la forme d'un livre nommé Tomb Index.

## Expositions
- Extinction Marathon[9], Serpentine Galleries, Londres, 2014

## Conférences
- Crisis of Graphic Practices: Challenges of the Next Decades, Institut Strelka, Moscou, 2017[10]
- Design at the Edge avec Eric Hu et Callil Capuozzo, FWB Festival, 2022[11]

## Publications
- David Rudnick et Raf Rennie, Rare Earth, 2016, 272 p. (ISBN 978-3-95679-144-4)[12]
- David Rudnick, Tomb Index, 2022, 248 p.[8]